# Tour du Haut-Var 2011
La 43e édition de la course cycliste Tour du Haut-Var a eu lieu du 19 au 20 février 2011. La compétition est classée 2.1 sur l'UCI Europe Tour 2011.

## Équipes présentes
[PDF] Liste de départ
| N.    | Équipe            |
| ----- | ----------------- |
| 1-8   | Garmin-Cervélo    |
| 11-18 | AG2R La Mondiale  |
| 21-28 | FDJ               |
| 31-38 | Europcar          |
| 41-48 | Cofidis           |
| 51-58 | Movistar          |
| 61-68 | Euskaltel-Euskadi |
| 71-78 | Saxo Bank-Sungard |
| 81-88 | Saur-Sojasun      |

| N.      | Équipe                  |
| ------- | ----------------------- |
| 91-98   | Skil-Shimano            |
| 101-108 | Type 1-Sanofi Aventis   |
| 111-118 | Roubaix Lille Métropole |
| 121-128 | Bretagne-Schuller       |
| 131-138 | Verandas Willems-Accent |
| 141-148 | BigMat-Auber 93         |
| 151-158 | Endura Racing           |
| 161-168 | NetApp                  |
| 171-178 | VC La Pomme Marseille   |

## Classement des étapes
| Détail    | Date       | Villes étapes             | km    | Vainqueur d'étape | Leader du classement général |
| 1re étape | 19 février | La Croix-Valmer - Grimaud | 168,8 | Samuel Dumoulin   | Samuel Dumoulin              |
| 2e étape  | 20 février | Draguignan - Draguignan   | 207   | Julien Antomarchi | Thomas Voeckler              |

## Les étapes

### 1reétape
|   | Coureur           | Pays   | Équipe           |    | Temps           |
| - | ----------------- | ------ | ---------------- | -- | --------------- |
| 1 | Samuel Dumoulin   | France | Cofidis          | en | 4 h 00 min 05 s |
| 2 | Rinaldo Nocentini | Italie | AG2R La Mondiale | +  | 0 s             |
| 3 | Thomas Voeckler   | France | Europcar         |    | 1 s             |

|   | Coureur           | Pays   | Équipe           |    | Temps           |
| - | ----------------- | ------ | ---------------- | -- | --------------- |
| 1 | Samuel Dumoulin   | France | Cofidis          | en | 4 h 00 min 05 s |
| 2 | Rinaldo Nocentini | Italie | AG2R La Mondiale | +  | 0 s             |
| 3 | Thomas Voeckler   | France | Europcar         |    | 1 s             |

### 2eétape
|   | Coureur            | Pays    | Équipe                |    | Temps           |
| - | ------------------ | ------- | --------------------- | -- | --------------- |
| 1 | Julien Antomarchi  | France  | VC La Pomme Marseille | en | 5 h 14 min 07 s |
| 2 | Thomas Voeckler    | France  | Europcar              | +  | 0 s             |
| 3 | José Joaquín Rojas | Espagne | Movistar              |    | 29 s            |

|   | Coureur           | Pays   | Équipe                |    | Temps           |
| - | ----------------- | ------ | --------------------- | -- | --------------- |
| 1 | Thomas Voeckler   | France | Europcar              | en | 9 h 14 min 13 s |
| 2 | Julien Antomarchi | France | VC La Pomme Marseille | +  | 8 s             |
| 3 | Rinaldo Nocentini | Italie | AG2R La Mondiale      |    | 28 s            |

## Classement final
|    | Cycliste             | Pays   | Équipe                |    | Temps           |
| -- | -------------------- | ------ | --------------------- | -- | --------------- |
| 1  | Thomas Voeckler      | France | Europcar              | en | 9 h 14 min 13 s |
| 2  | Julien Antomarchi    |        | VC La Pomme Marseille | +  | 8 s             |
| 3  | Rinaldo Nocentini    |        | AG2R La Mondiale      |    | 28 s            |
| 4  | José Joaquín Rojas   |        | Movistar              |    | 29 s            |
| 5  | Rémi Pauriol         |        | FDJ                   |    | 37 s            |
| 6  | David Moncoutié      |        | Cofidis               |    | 37 s            |
| 7  | Samuel Dumoulin      |        | Cofidis               |    | 53 s            |
| 8  | Chris Anker Sørensen |        | Saxo Bank-Sungard     |    | 53 s            |
| 9  | Cédric Pineau        |        | FDJ                   |    | 54 s            |
| 10 | Gorka Izagirre       |        | Euskaltel-Euskadi     |    | 54 s            |

## Évolutions des classements
| Étape             | Vainqueur         | Classement général | Classement par points | Classement de la montagne | Classement du meilleur jeune | Classement par équipes |
| ----------------- | ----------------- | ------------------ | --------------------- | ------------------------- | ---------------------------- | ---------------------- |
| 1                 | Samuel Dumoulin   | Samuel Dumoulin    | Samuel Dumoulin       | Benjamin Giraud           | Gorka Izagirre               | Cofidis                |
| 2                 | Julien Antomarchi | Thomas Voeckler    | Thomas Voeckler       | Jérémy Roy                | Gorka Izagirre               | FDJ                    |
| Classement finals | Classement finals | Thomas Voeckler    | Thomas Voeckler       | Jérémy Roy                | Gorka Izagirre               | FDJ                    |